# Achimenes
Achimenes es un género con 26 especies de plantas herbáceas  perteneciente a la familia Gesneriaceae. Es originario de México y América Central.

## Descripción
Es una planta herbácea  con rizomas escamosos ; tallos erectos o decumbentes , ramificados . Las hojas contrarias. Las inflorescencias axilares, de flores simples o con dos-tres en una cima . Sépalos libres. Corolas generalmente vistosas , erectas u oblicuas en el cáliz , ya sea tubular o con forma de embudo , con un saco basal o espolón en la parte superior. El fruto una cápsula seca , bivalva, con el ápice de forma cónica.

## Distribución y hábitat
Se distribuyen por México y América Central; A. erecta se extiende hasta el Caribe y Colombia, A. pedunculata a Ecuador; A. longiflora en Buenos Aires, Argentina .  Las especies se encuentran generalmente en zonas húmedas en los bosques , en los bancos con sombra cerca de arroyos o en afloramientos de roca húmeda .

## Taxonomía
El género fue descrito por Christiaan Hendrik Persoon  y publicado en Synopsis Plantarum 2: 164. 1806. La especie tipo es: Achimenes coccinea (Scop.) Pers. 
Etimología
El nombre del género es posiblemente una modificación de Achaemenis, una hierba milagrosa  que tenía un efecto fuerte sobre los culpables para que confesaran sus pecados bajo pena, o (más probablemente) el nombre de Aquemenes (el Haxamaniš persa) , el antepasado mítico de la dinastía persa de los aqueménidas.

## Especies

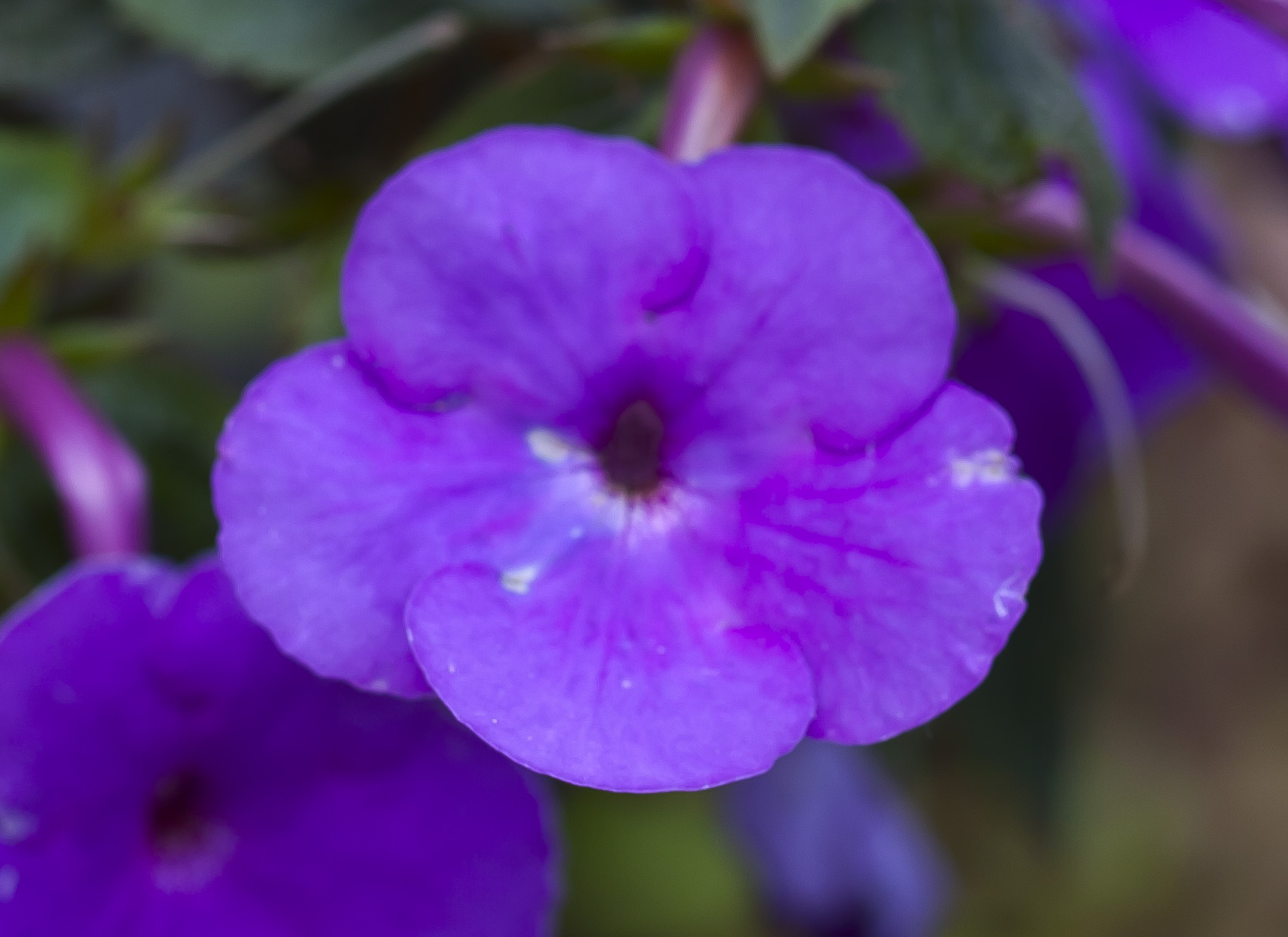
Ejemplar de Achimenes purpurea.

| - A.admirabilis - A. alba - A. albescens - A. amabilis - A. amoena - A. andrieuxii - A. antirrhina - A. argyrostigma - A. atrosanguinea - A. autumnalis - A. bella - A. brevifolia - A. burchellii - A. calderonii - A. candida - A. cardinalis - A. cettoana - A. chirita - A. cochinchinensis - A. coccinea - A. comifera - A. cordata - A. cornifera - A. cupreata - A. diceros - A. divaricata - A. dulcis - A. ehrenbergii - A. erecta - A. erinoides - A. fimbriata - A. flaccida - A. flava - A. foliosa | - A. georgeana - A. ghiesbrechtii - A. ghiesbrechtiana - A. ghiesbreghtii - A. glabrata - A. gloxiniaeflora - A. gloxiniiflora - A. gracilis - A. grandiflora - A. gymnostoma - A. haageana - A. heppielloides - A. heterophylla - A. hillii - A. hirsuta - A. ichthyostoma - A. ignescens - A. incisa - A. jaureguia - A. kewensis - A. kleei - A. knightii - A. lanata - A. liebmanni - A. liebmannii - A. longiflora - A. maculata - A. magnifica - A. margarita - A. martensiana - A. mexicana - A. mimuliflora - A. misera | - A. mollis - A. multiflora - A. naegelioides - A. nayaritensis - A. obscura - A. ocellata - A. occidentalis - A. panamensis - A. patens - A. pauciflora - A. pedunculata - A. petraea - A. picta - A. pulchella - A. purpurea - A. pyropaea - A. repens - A. rosea - A. rupestris - A. rusbyi - A. saxicola - A. scabra - A. scheerii - A. sesamioides - A. skinneri - A. superba - A. tenella - A. tenerrima - A. tubiflora - A. tyrianthina - A. urticaefolia - A. viscida - A. warszewicziana - A. woodii - A. Hybriden |